# Cegielnia (Kościerzyna)
Cegielnia (niem. Ziegelberg (1878), też Ceglarnia) – część miasta i osiedle Kościerzyny, dawny przysiółek, położone w odległości 1,5 km od centrum, w południowo-zachodniej części miasta, przy drodze prowadzącej do wsi Szarlota.